# Klemens Schnorr
Klemens Schnorr (Amorbach, 11 maggio 1949) è un organista e musicista tedesco.

## Biografia
Dopo la laurea ha studiato organo e musica sacra presso la Hochschule für Musik und Theater München di Monaco di Baviera, e filologia italiana all'Università Ludwig Maximilian nella stessa città.